# تپه زمینهای مردار گردش
تپه زمینهای مردار گردش در شهرستان شوشتر، روستای حاج منعم واقع شده و این اثر در تاریخ ۵ آذر ۱۳۸۰ با شمارهٔ ثبت ۴۲۲۰ به‌عنوان یکی از آثار ملی ایران به ثبت رسیده است.